# Казки старого чарівника
«Казки старого чарівника» (рос. «Сказки старого волшебника») — радянський 2-серійний художній фільм 1984 року. Музична комедія режисера Наталії Збандут, за мотивами казок Шарля Перро. На замовлення Державного комітету СРСР по телебаченню і радіомовленню.

## Сюжет
У короля і королеви казкового королівства народилася принцеса. Зла чаклунка, яка образилася що її не запросили на свято дня народження принцеси, прокляла її. У день, коли принцесі виповниться 16 років — її вколе веретено прядки, і вона засне вічним сном. Король розпорядився знищити всі прядки в королівстві, а число 16 вилучити з ужитку. Але чому бути, того не минути. У королівстві з'являється юний мандрівний принц, якому судилося через сто років розвіяти чари злої чаклунки.

## У ролях
- Антон Табаков —  Принц (в юності) (пісні виконує Володимир Дяденістов)
- Анна Ісайкіна —  Принцеса
- Ігор Кваша —  старий Принц
- Сергій Юрський —  Хранитель Казок
- Тетяна Васильєва —  зла чаклунка
- Регіна Разума —  фея Добре Серце (роль озвучила Валентина Тализіна)
- Олександр Дем'яненко —  людожер
- Армен Джигарханян —  Молодший міністр, пізніше Самий Головний Міністр королівства
- Ігор Дмитрієв —  перший міністр
- Євген Євстигнєєв —  король-самозванець
- Віктор Іллічов —  скороход
- Юлія Космачова —  Червона Шапочка
- Михайло Свєтін —  Король
- Людмила Крилова —  Королева
- Дмитро Полонський —  учень принца
- Маргарита Сергеєчева —  Попелюшка
- Людмила Арініна —  мачуха
- Наталія Стриженова —  фрейліна
- Олександр Шаврін —  Синя Борода
- Євгенія Симонова —  дружина Синьої Бороди
- Григорій Гладков —  менестрель
- Володимир Наумцев
- В епізодах: Ігор Шарапов, Надія Паницька, Євгенія Севиріна, А. Пасечний, А. Каравайчук, Ю. Онопрієнко, Володимир Жаріков, Максим Костенчук, Лариса Коршунова, н. Євсєєнко, Марк Толмачовч, Ярослав Гаврилюк, Анатолій Фоменко, Петро Шидивар, Сергій Зінченко (немає в титрах), Андрій Александрович-Дочевський (немає в титрах).

## Знімальна група
- Режисер-постановник: Наталія Збандут
- Сценаристи: Віктор Рабинович, Йосип Леонідов
- Оператор-постановник: Денис Євстигнєєв
- Художники-постановники: Ксана Медведь, Володимир Шинкевич
- Композитор: Григорій Гладков
- Пісні на вірші Олександра Тимофєєвського
- Художник по костюмах: Андрій Александрович-Дочевський
- Режисер: Лілія Лисенко
- Оператор: В. Щукін
- Художник по гриму: Людмила Друмирецька
- Режисер монтажу: Ірина Блогерман
- Звукооператор: Діна Ясникова
- Комбіновані зйомки: оператор — Всеволод Шлемов, художник — Е. Єлісаветська
- Ленінградський інструментальний ансамбль під кер. Н. Воробйова
- Редактор: Олена Марценюк
- Музичний редактор: Л. Глущенко
- Директор картини: Олександр Кононов